# پسفیک‌ایر
پسفیک‌ایر (به انگلیسی: Pacificair) یک شرکت هواپیمایی با کد یاتا GX است که در ۱۹۴۷ میلادی تأسیس شده‌است. دفتر مرکزی پسفیک‌ایر در مانیل، فیلیپین واقع شده‌است و قطب این شرکت هواپیمایی در فرودگاه بین‌المللی نینوی آکوئینو قرار دارد.